# Lev Chtchoukine
Lev Kirillovitch Chtchoukine (en russe : Лев Кириллович Щукин), né le 29 octobre 1923 à Noguinsk en Union soviétique et mort le 2 mai 2009 à Minsk en Biélorussie, est un as de l'aviation soviétique ayant volé sur MiG-15 au début de la guerre de Corée.
Après avoir été grièvement blessé en sautant de son avion en panne, il continue à servir comme officier dans l'armée de l'air soviétique et est envoyé dans divers pays communistes en tant que conseiller militaire.

## Biographie

### Jeunesse
Lev Chtchoukine naît le 29 octobre 1923 dans une famille ouvrière de Noguinsk. Ils déménagent rapidement à Krasnodar, où il rejoint l'aéroclub local en 1939, dont il est diplômé en juin 1941. Poursuivant sa carrière dans l'aviation, il est diplômé de l'école militaire supérieure des pilotes d'Odessa en 1944. Cependant, il ne participe à aucune combat pendant la Seconde Guerre mondiale, étant instructeur en vol puis affecté à un régiment de réserve jusqu'en août 1945.

### Guerre de Corée
Au service du 18e régiment d'aviation de chasse de la Garde, il remporte son premier combat le 1er juin 1951, après avoir attaqué un groupe de F-51. L'avion qu'il abat est un F-51D appartenant à Harry C. Moore, qui est tué. Quelques jours plus tard, le 6 juin, il remporte sa première victoire partagée, un F-80C. Le pilote, Francis E. Johnson survit et est secouru''.
Le 17 juin 1951, il participe à des combats entre 25 F-86 et 30 MiG-15 de son unité, et après avoir abattu un F-86, il est également abattu, peut-être par le capitaine Samuel Pesacreta. Au cours de l'engagement, il subit des blessures par éclats d'obus, mais peut reprendre le combat en moins de deux mois, ayant été secouru par les Chinois et emmené à l'hôpital. Il effectue son premier vol après ses blessures le 29 août, au cours duquel il surprend un groupe de Gloster Meteor du 77th Squadron de la RAAF. Il frappe le Gloster Meteor A77-616 du chef d'escadron Wilson ; cependant, ce dernier parvient à retourner sur sa base aérienne.
Le 20 septembre 1951, le F-80C no 49-862 piloté par Lewis P. Pleiss est abattu, probablement par Chtchoukine. Au cours du combat aérien, Alexander Smorchkov (en) a également remporté des victoires aériennes. Pleiss a été tué au combat.
Le 2 octobre 1951, il endommage gravement le F-86E Sabre "Lady Frances" (no 51-2746) qui est souvent piloté par le colonel Francis Gabreski, commandant en second de la 4th Fighter Wing ; certains historiens désignent l'attaque comme une victoire aérienne, bien que l'avion ait finalement été réparé avant d'être détruit au combat le 21 novembre 1951'.
Plus tard en octobre, il est crédité de victoires aériennes sur : un F-80C (no 49-695), le 22 octobre, piloté par Louis Esposito qui est tué; un F-84E (no 50-1220), le 23 octobre, piloté par John Shewmaker, décédé; un Meteor de la RAAF (n° A77-316), piloté par Hamilton Foster, le 24 octobre, qui est endommagé mais réparé,; et un RF-80A (no 44-84849) piloté par Grant Madsen qui est tué le 30 octobre'.
Dans une interview d'après-guerre, Chtchoukine affirme que lui et ses collègues ont abattu deux F-84 et en ont endommagé un autre le 18 novembre, mais les archives américaines indiquent la perte d'un seul F-84 ; cependant, certains historiens pensent que l'un d'eux a été abattu par lui. D'autres sources indiquent que l'avion qu'il a abattu ce jour-là était un F-86.
Après avoir été abattu le 11 janvier 1952, Chtchoukine subit trois fractures de compression sur sa colonne vertébrale en raison de son parachutage sur des rochers. Plusieurs pilotes américains affirment l'avoir abattu ce jour-là, dont Gabreski. Chtchoukine s'attend à mourir à l'atterrissage, mais il est découvert par des artilleurs anti-aériens soviétiques. Pendant la guerre de Corée, il est abattu deux fois, effectue 121 sorties de combat, totalise 99 heures et 49 minutes de vol, participe à 37 batailles aériennes et remporte au moins 15 victoires aériennes en solo, faisant de lui le troisième as soviétique de la guerre'.

### Après-guerre
Après la guerre, Chtchoukine reste dans l'armée jusqu'en 1977. Il est diplômé de l'académie de l'armée de l'air en 1956, après quoi il occupe divers postes de commandement, notamment celui de conseiller militaire au Viêt Nam, puis en Égypte, il participe ensuite à la formation des soldats des états du Pacte de Varsovie. En raison de ses blessures de guerre, la commission médicale lui interdit initialement de piloter des chasseurs, mais après beaucoup de persévérance, il réussit à réduire les restrictions à une simple interdiction de parachutisme. Au cours de sa carrière, il pilote des Po-2, I-16, Yak-1, Yak-3, Yak-7, Yak-9, Yak-15, MiG-15, MiG-17 et MiG-21, accumulant plus de 2 700 heures de vol. Il décède à Minsk le 1er mai 2009,.

## Décorations
Au cours de sa carrière, il reçoit les décorations suivantes:
- Héros de l'Union soviétique
- Deux ordres de Lénine
- Ordre du Drapeau rouge
- Ordre de l'Étoile rouge
- Médaille "du mérite militaire"